# Astragalus animaqingshanicus
Astragalus animaqingshanicus es una especie de planta del género Astragalus, de la familia de las leguminosas, orden Fabales.
Fue descrita científicamente por Y. H. Wu.